# Pavel Londak
Pavel Londak (* 14. Mai 1980 in Tallinn) ist ein estnischer ehemaliger Fußballtorhüter.
Londak begann seine Karriere beim FC Lantana Tallinn, wo er schnell Stammtorwart wurde. Danach ging er zum FC Valga Warrior und später in Wechsel zum JK Tulevik Viljandi und FC Flora Tallinn. In der Saison 2007 wurde er vom norwegischen Klub FK Bodø/Glimt verpflichtet und war dort Stammtorwart lange Zeit Stammtorwart. Über die Leihstation Bucaspor sowie Rosenborg Trondheim, ging es für Londak im Jahr 2017 wieder zurück in sein Heimatland zum FC Nõmme Kalju. Für die Nationalmannschaft Estlands bestritt er von 2001 bis 2016 28 Länderspiele.